# Saint-Hilaire-du-Harcouët
Saint-Hilaire-du-Harcouët is een plaats en gemeente in het Franse departement Manche in regio Normandië en telde 5.735 inwoners op 1 januari 2022. De plaats maakt deel uit van het arrondissement Avranches.

## Geschiedenis
De hertogen van Normandië bouwden in de 10e eeuw een burcht in Saint-Hilaire. De plaats lag op een kruispunt van wegen: van Parijs naar Avranches en van Caen naar Rennes. In de 11e eeuw werd de oude parochiekerk gebouwd. Eind 19e eeuw werd een nieuwe, grote neogotische kerk gebouwd en hiervoor moest de ruïne van het oude mottekasteel wijken.
Saint-Hilaire werd voor 80% vernield in 1944. Op 14 juni 1944 vond er een zwaar geallieerd luchtbombardement plaats. De plaats werd in de jaren 1950 herbouwd volgens een nieuw grondplan, rond een centraal vierhoekig plein.
Op 1 januari 2016 werd de gemeenten Saint-Martin-de-Landelles en Virey opgenomen in de gemeente Saint-Hilaire-du-Harcouët, die daardoor de status van commune nouvelle kreeg. De oppervlakte van de gemeente nam toe van 10,12 tot 46,97 km².

## Geografie
De oppervlakte van Saint-Hilaire-du-Harcouët bedroeg op 1 januari 2022 46,97 vierkante kilometer; de bevolkingsdichtheid was toen 122,1 inwoners per km².

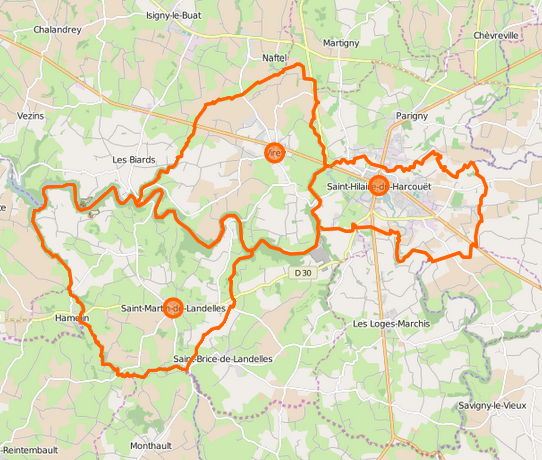
De commune nouvelle met haar drie deelgemeenten

De Sélune stroomt door de gemeente.

## Demografie
Onderstaande figuur toont het verloop van het inwonertal voor de fusie (bron: INSEE-tellingen).

## Bezienswaardigheden

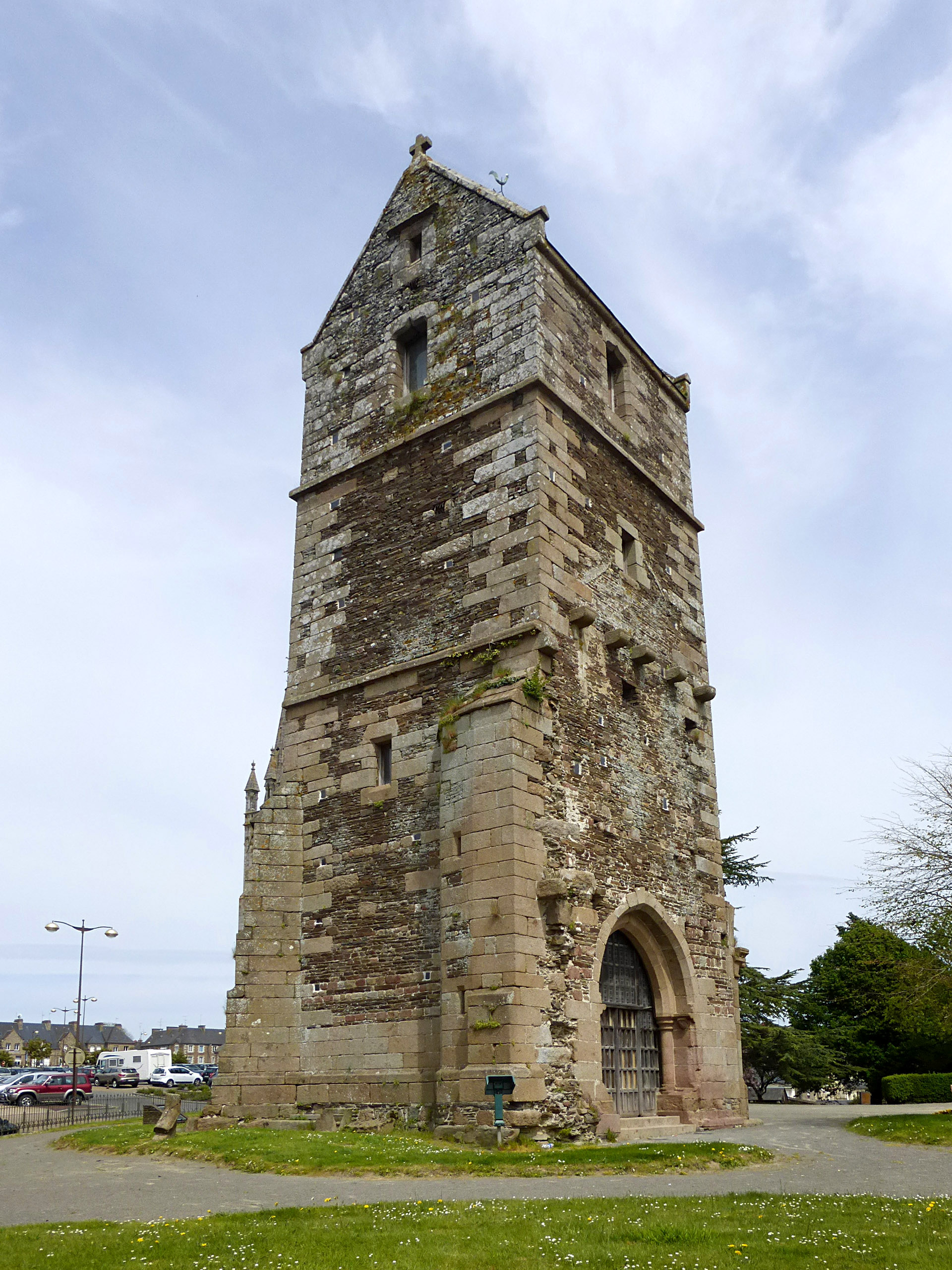
Vieille Tour

De Vieille Tour, zelf uit de 15e eeuw, is het enige overblijfsel van de oude, 11e-eeuwse kerk. In de voormalige klokkentoren zijn een oud baptisterium en fresco's. De nieuwe kerk werd zwaar beschadigd in 1944 maar na de oorlog heropgebouwd.
La Verrière is een voormalig klooster, omgebouwd tot cultureel centrum.

## Sport
Saint-Hilaire-du-Harcouët is twee keer etappeplaats geweest in wielerkoers Ronde van Frankrijk. In 1979 startte er een etappe en in 1986 won de Belg Ludo Peeters er de etappe.

## Geboren
- François Bécherel (1732-1815), politicus, bisschop en baron van de empireadel
- Jean-Claude Bagot (1958), wielrenner
- Mikaël Cherel (1986), wielrenner
- Arnaud Courteille (1989), wielrenner

## Partnersteden
- Zierikzee
- Saint Peter